# Elkton (Wirginia)
Elkton – miasto w Stanach Zjednoczonych, w stanie Wirginia, w hrabstwie Rockingham.